# Finále Ligy mistrů UEFA 2022/2023
Finále Ligy mistrů UEFA 2022/2023 bylo závěrečným zápasem Ligy mistrů UEFA 2022/2023, 68. sezóny nejlepší evropské klubové fotbalové soutěže pořádané UEFA a 31. sezóny od jejího přejmenování z Poháru mistrů evropských zemí na Ligu mistrů UEFA. Hrálo se 10. června 2023 na Atatürkově olympijském stadionu v tureckém Istanbulu.
Původně se mělo finále hrát na stadionu Wembley v Londýně. Kvůli pandemii covidu-19 se však plánovaná pořadatelství následujících finále posunula o rok a finálový zápas ligy mistrů 2023 byl přidělen mnichovské Allianz Areně. Když muselo být kvůli pandemii covidu-19 v Turecku přeloženo i finále v roce 2021, které se mělo hrát právě v Istanbulu, tak bylo tureckému městu přiděleno až to v roce 2023 na úkor Allianz Areny. Mnichov tak bude hostit finále až v roce 2025.
Vítězové budou hrát proti vítězi Evropské ligy UEFA 2022/2023 v Superpoháru UEFA 2023.

## Místo konání
Hrálo se na Atatürkově olympijském stadionu. Jednalo se o druhé finále Ligy mistrů UEFA hrané na tomto stadionu; první se konalo v roce 2005.

## Zápas
| 10. června 2023 21:00 |        |             |                                                                                           |
| Manchester City       | 1 : 0  | Inter Milán | Atatürkův olympijský stadion, Istanbul, Turecko diváci: 71 412 rozhodčí: Szymon Marciniak |
| Rodri 68'             | Report |             | Atatürkův olympijský stadion, Istanbul, Turecko diváci: 71 412 rozhodčí: Szymon Marciniak |

| Manchester City | Inter Milan |

| BR            | 31 | Ederson            | 90+4' |     |
| SO            | 25 | Manuel Akanji      |       |     |
| SO            | 3  | Rúben Dias         |       |     |
| SO            | 6  | Nathan Aké         |       |     |
| DZ            | 5  | John Stones        |       | 82' |
| DZ            | 16 | Rodri              |       |     |
| PK            | 20 | Bernardo Silva     |       |     |
| OZ            | 17 | Kevin De Bruyne    |       | 36' |
| OZ            | 8  | İlkay Gündoğan (c) |       |     |
| LK            | 10 | Jack Grealish      |       |     |
| SÚ            | 9  | Erling Haaland     | 90+2' |     |
| Náhradníci:   |    |                    |       |     |
| BR            | 18 | Stefan Ortega      |       |     |
| BR            | 33 | Scott Carson       |       |     |
| OB            | 2  | Kyle Walker        |       | 82' |
| OB            | 14 | Aymeric Laporte    |       |     |
| OB            | 21 | Sergio Gómez       |       |     |
| OB            | 82 | Rico Lewis         |       |     |
| ZÁ            | 4  | Kalvin Phillips    |       |     |
| ZÁ            | 32 | Máximo Perrone     |       |     |
| ZÁ            | 47 | Phil Foden         |       | 36' |
| ZÁ            | 80 | Cole Palmer        |       |     |
| ÚT            | 19 | Julián Álvarez     |       |     |
| ÚT            | 26 | Riyad Mahrez       |       |     |
| Trenér:       |    |                    |       |     |
| Pep Guardiola |    |                    |       |     |

| BR             | 24             | André Onana          | 90+2' |     |
| SO             | 36             | Matteo Darmian       |       | 84' |
| SO             | 15             | Francesco Acerbi     |       |     |
| SO             | 95             | Alessandro Bastoni   |       | 76' |
| PZ             | 2              | Denzel Dumfries      |       | 76' |
| SZ             | 23             | Nicolò Barella       | 59'   |     |
| SZ             | 77             | Marcelo Brozović (c) |       |     |
| SZ             | 20             | Hakan Çalhanoğlu     |       | 84' |
| LZ             | 32             | Federico Dimarco     |       |     |
| SÚ             | 10             | Lautaro Martínez     |       |     |
| SÚ             | 9              | Edin Džeko           |       | 57' |
| Substitutes:   |                |                      |       |     |
| BR             | 1              | Samir Handanović     |       |     |
| BR             | 21             | Alex Cordaz          |       |     |
| OB             | 6              | Stefan de Vrij       |       |     |
| OB             | 12             | Raoul Bellanova      |       | 76' |
| OB             | 33             | Danilo D'Ambrosio    |       | 84' |
| OB             | 37             | Milan Škriniar       |       |     |
| ZÁ             | 5              | Roberto Gagliardini  |       |     |
| ZÁ             | 8              | Robin Gosens         |       | 76' |
| ZÁ             | 14             | Kristjan Asllani     |       |     |
| ZÁ             | 22             | Henrich Mchitarjan   |       | 84' |
| ÚT             | 11             | Joaquín Correa       |       |     |
| ÚT             | 90             | Romelu Lukaku        | 83'   | 57' |
| Trenér:        |                |                      |       |     |
| Simone Inzaghi | Simone Inzaghi | Simone Inzaghi       | 90+6' |     |

| Muž zápasu: Rodri Asistenti rozhodčího: Paweł Sokolnicki Tomasz Listkiewicz Čtvrtý rozhodčí: István Kovács Náhradní rozhodčí: Vasile Marinescu Videorozhodčí: Tomasz Kwiatkowski Asistent videorozhodčího: Bartosz Frankowski Podpora videoasistenta rozhodčího: Marco Fritz |